# Sarabanda (danza)
La sarabanda è una danza lenta di carattere solenne in 34 o in 32 con accento sul secondo tempo, con la caratteristica di avere il secondo ed il terzo tempo della battuta spesso legati, così da produrre un ritmo particolare di semiminime () e di minime () alternate. Le semiminime sono ritenute corrispondere ai passi trascinati nella danza.

## Storia
Si pensa che tale danza abbia origine spagnola come vorticosa danza d'amore, ma si presuppone che questa derivi a sua volta dall'Arabia o dalla Persia. Il nome appare per la prima volta in America Centrale: nel 1539, una danza denominata Zarabanda è menzionata in un poema scritto a Panama da Fernando Guzmán Mexía. Probabilmente la danza divenne popolare nelle colonie spagnole, prima di attraversare l'Oceano Atlantico e raggiungere la Spagna. Nonostante venisse bandita nel 1583 perché ritenuta oscena, essa venne frequentemente citata nella letteratura del periodo (per esempio nelle opere di Miguel de Cervantes e di Lope de Vega).
Più tardi essa divenne un movimento tipico della suite barocca: per esempio, tutte le sei Suite per violoncello solo di Johann Sebastian Bach contengono una sarabanda, come anche la Suite per orchestra n. 2. Molti altri musicisti italiani (Antonio Vivaldi, Arcangelo Corelli), inglesi (Henry Purcell) e tedeschi (Johann Pachelbel) hanno utilizzato molto questa danza nelle loro composizioni strumentali. Troviamo esempi più recenti in Ferruccio Busoni (Dott. Faust), Luigi Dallapiccola (Sarabanda, Fanfara e Giga), Albert Roussel (Suite in fa), Francis Poulenc (Sarabande per chitarra, 1960).

## Celebri opere
- La sarabanda più famosa è la Follia (tema musicale) Follia di Spagna (o La folie espagnole) di autore anonimo. Questa melodia è stata utilizzata come tema in numerose e importanti opere di molti compositori, dai Claudio Monteverdi e Arcangelo Corelli fino ai giorni nostri.
- Molto nota la sarabanda dalla Suite per clavicembalo in Re minore HWV 437 di Georg Friedrich Händel (arrangiata per orchestra d'archi, timpani e basso continuo da Leonard Rosenman), utilizzata nella colonna sonora del film Barry Lyndon di Stanley Kubrick. Una versione per chitarra è stata interpretata da Andrés Segovia.
- Celebre è anche la sarabanda della Suite per orchestra in Si minore n. 2 BWV 1067 di Johann Sebastian Bach, in cui essa è il terzo movimento dei sette totali.
- Meno nota, ma non meno degna di essere ricordata è la Sarabanda di Francis Poulenc.